# David Garrison
David Earl Garrison (Long Branch, 30 giugno 1952) è un attore statunitense.

## Biografia
Garrison è noto soprattutto come interprete di opere teatrali e musical a Broadway, dove ha recitato, tra gli altri, negli spettacoli The Pirates of Penzance (1981), Torch Song Trilogy (1982), Titanic (1997), Wicked (2004) e The Visit (2015). Nel 1980 ricevette una candidatura al Tony Award al migliore attore non protagonista in un musical per la sua interpretazione in A Day in Hollywood/A Night in Ukraine.

## Filmografia parziale

### Cinema
- Creepshow, regia di George A. Romero (1982)

### Televisione
- Mai dire sì - serie TV, 1 episodio (1984)
- A Letter to Three Wives - film TV (1985)
- Sposati... con figli - serie TV, 79 episodi (1987-1995)
- Working It Out - serie TV, 13 episodi (1990)
- Avvocati a Los Angeles - serie TV, 1 episodio (1992)
- Murphy Brown - serie TV, 1 episodio (1995)
- OP Center - film TV (1995)
- La signora in giallo (Murder, She Wrote) - serie TV, episodio 11x17 (1995)
- Law & Order - I due volti della giustizia - serie TV, 5 episodi (1996-2009)
- In tribunale con Lynn - serie TV, 1 episodio (2000)
- Sabrina, vita da strega - serie TV, 1 episodio (2000)
- Giudice Amy - serie TV, 1 episodio (2001)
- Ed - serie TV, 1 episodio (2001)
- The Practice - Professione avvocati - serie TV, 3 episodio (2001-2003)
- Arli$$ - serie TV, 1 episodio (2002)
- Tutti amano Raymond - serie TV, 1 episodio (2004)
- One on One - serie TV, 1 episodio (2004)
- Senza traccia - serie TV, 1 episodio (2004)
- NYPD - New York Police Department - serie TV, 1 episodio (2004)
- West Wing - Tutti gli uomini del Presidente - serie TV, 4 episodi (2005-2006)
- The Good Wife - serie TV, 1 episodio (2013)
- 30 rock - serie TV, 1 episodio (2013)
- Madam Secretary - serie TV, 1 episodio (2016)
- Unbreakable Kimmy Schmidt - serie TV, 1 episodio (2017)

## Doppiatori italiani
Nelle versioni in italiano delle opere in cui ha recitato, David Garrison è stato doppiato da:
- Oliviero Dinelli in La signora in giallo
- Ambrogio Colombo in Law & Order
- Pino Ammendola in Working It Out
- Fabrizio Temperini in Sposati... con figli
- Stefano Oppedisano in The Good Wife